# Taleb Tawatha
Taleb Tawatha (in arabo طالب طواطحه‎?; in ebraico טאלב טוואטחה‎?; Jisr az-Zarqa, 21 giugno 1992) è un ex calciatore israeliano, di ruolo difensore.

## Biografia
Tawatha è nato a Jisr az-Zarqa in Israele, da una famiglia arabo-musulmana di origine beduina.
Possiede anche il passaporto sudanese.

## Caratteristiche tecniche
È un terzino sinistro.

## Palmarès

### Club

#### Competizioni nazionali
- Campionato israeliano: 3

Maccabi Haifa: 2010-2011, 2020-2021, 2021-2022
- Coppa d'Israele: 1

Maccabi Haifa: 2015-2016
- Coppa di Germania: 1

Eintracht Francoforte: 2017-2018
- Coppa Toto Al: 1

Maccabi Haifa: 2021-2022